# 翼状片

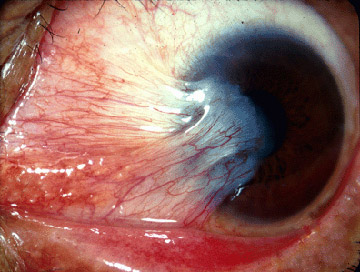
角膜の上で成長する翼状片

翼状片（よくじょうへん、英語: Pterygium）とは、目の結膜が鼻側から角膜に三角形に入り込んでくる病気であり、自覚症状としては目の充血や異物感などがある。成長が緩慢であるが、稀に瞳孔を遮るほど大きく成長することもある。両目はともに発症することが多い。

## 原因と疫学
原因は不明であるが、高齢者や緯度の低い地域で住んでいる人に多いため、病気の発生には紫外線や粉塵への長期間にわたる暴露が関係しているといわれる。また、遺伝的要因があるという見方もある。ただし、翼状片自体は悪性の組織ではないため、症状がなければ放置しても問題はないと言われる

## 治療
目の充血や異物感などの症状が強くなれば、目薬の点眼などの治療を行うと症状は軽減できるが、視野が欠ける場合や乱視が発生する場合の治療法は手術しかない。ただし、手術を受けても、約半数のケースでは再発することがある。特に若年者は再発することが多い。

## 参考資料
1. 1 2 3 4 5  “結膜の病気 - 翼状片”.   日本眼科学会. 2017年7月30日閲覧。
2. 1 2 3 4 5  “Facts About the Cornea and Corneal Disease | National Eye Institute” (英語).   The National Eye Institute (NEI) (2016年5月). 2017年7月30日閲覧。
3. ↑  Smolin, Gilbert; Foster, Charles Stephen; Azar, Dimitri T.; Dohlman, Claes H. (2005) (英語). Smolin and Thoft's The Cornea: Scientific Foundations and Clinical Practice. Lippincott Williams & Wilkins. pp. 1003, 1005. ISBN 9780781742061
4. ↑  Droutsas, K; Sekundo, W (June 2010). “[Epidemiology of pterygium. A review].” (German). Der Ophthalmologe : Zeitschrift der Deutschen Ophthalmologischen Gesellschaft 107 (6):  511–2, 514–6. doi:10.1007/s00347-009-2101-3. PMID 20393731.
5. ↑  Anguria, P; Kitinya, J; Ntuli, S; Carmichael, T (2014). “The role of heredity in pterygium development.”. International journal of ophthalmology 7 (3):  563–73. doi:10.3980/j.issn.2222-3959.2014.03.31. PMC 4067677. PMID 24967209.
6. 1 2  Halperin, Edward C.; Perez, Carlos A.; Brady, Luther W. (2008) (英語). Perez and Brady's Principles and Practice of Radiation Oncology. Lippincott Williams & Wilkins. p. 778. ISBN 9780781763691
7. ↑  “翼状片手術”.   日本角膜学会. 2017年7月30日閲覧。